# قانون استقلال هند ۱۹۴۷
قانون استقلال هند ۱۹۴۷ یک مصوبهٔ قانونی در پارلمان بریتانیا است که هند بریتانیا را به دو قلمرو مستقل جدید هند و پاکستان تقسیم کرد. این قانون در ۱۸ ژوئیه ۱۹۴۷ موافقت سلطنتی را دریافت کرد و بنابراین هند و پاکستان که شامل پاکستان غربی ( پاکستان امروزی) و پاکستان شرقی (بنگلادش امروزی) می‌شوند، در ۱۴ اوت به وجود آمدند.